# Dive Alert
Dive Alert ist der Name einer von Sacnoth im Jahre 1999 für den Neo Geo Pocket Color in Japan veröffentlichten U-Boot-Simulation mit Elementen aus den Bereichen der Rollen- und Strategiespiele. Ein Jahr später erschien das Spiel auf Englisch für den amerikanischen Markt.

## Handlung
Im Spiel selbst spielt man einen U-Boot-Kapitän (beziehungsweise Kapitänin), der zusammen mit einem menschenähnlichen Roboter, dem NaviCom, ein sogenanntes SAS (Systematic Armored Submarine) steuert. Hintergrund ist eine nach einer Supernova eines nahen Sternes von Umweltkatastrophen erschütterte Erde, auf der die Menschen unter der Anleitung eines Muttercomputers namens Cur Deus Homo oder kurz CDH in die Ozeane geflüchtet sind. Dort leben sie in überall verteilten Domus', die gleichzeitig der Wartung und Ausstattung der SAS dienen. Ziel der meisten Menschen ist es, durch den Kampf gegen unbemannte SAS, den Automen, genug Punkte zu sammeln, um in eine speziell vom CDH entworfenen und abgesicherten Stadt auf dem Land, Terra, zu gelangen. Eine andere Gruppe von Menschen, die Resistance, sieht in Terra eine nicht existierende Legende, und in CDH den Feind, der die Menschen nur kontrolliert, und den man deshalb bekämpfen muss.

## Spielprinzip
Einen Großteil des Spiels verbringt man in einer durch ein sonarähnliches Display einfach dargestellten Unterwasserumgebung, in der man sich in Echtzeit während der Missionen bewegt. Gegnerische SAS erscheinen als symbolische Grafiken ebenso wie Geschosse, Minen und aufsammelbare Überreste abgeschossener Gegner. Zusätzlich zu den normalen Bewegungen gibt es verschiedene Tiefenebenen, in die man durch steigen oder sinken gelangen kann, und die auch als natürliche Grenze für bestimmte SAS-Typen dienen. Durch diese unterschiedlichen Tiefenebenen gibt es unterschiedliche Waffensysteme, die auf derselben Ebene (beispielsweise Torpedos) oder auf anderen Ebenen (wie Sinkminen) eingesetzt werden können.
Zwischen den Missionen hat man die Möglichkeit, erspielte Geldbeträge oder erbeutete Ausrüstungsgegenstände, die es in einer sehr großen Anzahl gibt, für den Aus- und Umbau seines SAS einzusetzen (ähnlich wie in Front Mission). Jeder Baubestandteil hat dabei unterschiedliche Wirkungen, und dient anderen Zwecken. Die Spielhandlung wird in umfangreichen Zwischensequenzen erzählt und ist sehr textlastig. Zusätzlich wird ein einfaches Minispiel geboten, in dem man in Jahrmarktmanier mit einem kleinen Torpedogewehr auf vorbeifahrende Schiffe und andere meeresbezogenene Objekte schießen kann, sowie die Möglichkeit eines einfachen Multiplayerspiels mit einem zweiten Spieler über das Linkkabel hat.

## Versionen
Es existieren zwei verschiedene Versionen dieses Spiels: Matt's Version (Barn im japanischen) und Becky's Version (Rebecca im japanischen). Diese zum damaligen Zeitpunkt beliebte Veröffentlichungsform beinhaltete kleine Unterschiede zwischen ansonsten identischen Spielen, was einen Anreiz dazu bot, die verschiedenen Veröffentlichungen ein weiteres Mal durchzuspielen oder direkt beide Versionen zu kaufen. Konkret unterscheiden sich im vorliegenden Fall die Begleiter der Hauptfigur (Matt erhält weibliche, Becky männliche) und die möglichen Ausrüstungsgegenstände, die man erwerben kann.